# Restingas do Nordeste
As restingas do Nordeste são uma ecorregião do nordeste brasileiro. Restingas são florestas costeiras que se formam ao longo de dunas de areia costeiras no Brasil. Os solos são tipicamente arenosos, ácidos e pobres em nutrientes, e são caracterizados por árvores e arbustos de médio porte adaptados às condições locais. As restingas apresentam aspectos de manguezais, caatingas, pântanos e florestas úmidas, muitas vezes se formando ao longo de dunas de areia impulsionadas pelo vento. As restingas do Nordeste do Brasil são as mais setentrionais do tipo florestal do Brasil.

## Localização e descrição
A ecorregião se estende por 400 km ao longo da costa atlântica nordeste do Brasil e até 100 km para o interior. Isto cobre uma área de 9,709 quilômetro quadrados (3,749 sq mi) ao longo dos litoral do leste do Maranhão, Piauí e oeste do Ceará . A ecorregião inclui o Parque Nacional dos Lençóis Maranhenses, onde áreas de restinga são intercaladas com algumas das dunas costeiras mais extensas do mundo. Os sistemas de dunas refletem as forças das marés que variam 6 metros.

## Clima
O clima da ecorregião é Clima de savana tropical - verão seco, de acordo com a classificação climática de Köppen (As). Este clima é caracterizado por temperaturas relativamente uniformes ao longo do ano e uma estação seca pronunciada. O mês mais seco tem menos de 60 mm de precipitação e é mais seco do que a média mensal.

## Flora e fauna
A área é uma colcha de retalhos de tipos de habitat. 29% da área tem cobertura herbácea, incluindo a glória-da-manhã da praia (Ipomoea imperati), Sporobolus virginicus e Iresine como espécies pioneiras nas dunas do noroeste. Cyperaceae e Panicum são encontrados nas planícies de inundação. 20% da cobertura é arbustiva, dominando as caatingas das porções orientais mais secas da ecorregião. 34% da cobertura é floresta, dividida aproximadamente igualmente entre copa aberta e fechada. As florestas úmidas são encontradas ao longo da borda interior e no sudoeste. A flora das restingas do Nordeste do Brasil inclui muitas espécies com afinidades com o bioma Amazônia, o que as distingue das restingas da Costa Atlântica da costa leste do Brasil, cuja flora é derivada principalmente da Mata Atlântica do leste do Brasil.
O guará é uma espécie bem conhecida dos lagos interdunares e pântanos desta área. Os esforços recentes de conservação também se concentraram na protecção dos locais de nidificação das tartarugas marinhas.

## Áreas protegidas
Mais de 29% da ecorregião está localizada em uma área oficialmente protegida, incluindo:
- Parque Nacional dos Lençóis Maranhenses, no extremo oeste da ecorregião, na Baía de São José.